# Walter Simons
Walter Simons, född 24 september 1861 i Elberfeld i nuvarande Wuppertal, död 14 juli 1937 i Nowawes vid Potsdam, var en tysk jurist och politiker.
Simons inträdde 1882 på den preussiska domarbanan, där han avancerade till oberlandesgerichtsrat. Han kallades 1905 till tjänstgöring i tyska riksjustitieministeriet och blev 1911 föredragande råd i utrikesministeriets rättsavdelning. På uppmaning av prins Max av Baden ställde han sig vid revolutionen 1918 till den nya regeringens förfogande och blev ministerialdirektor i utrikesministeriet med särskilt uppdrag att förbereda fredsunderhandlingarna. 
I februari 1919 blev Simons chef för rikskansliet och var vid fredsförhandlingarna i Versailles den tyska fredsdelegationens generalkommissarie, men utträdde juni samma år ur statstjänst, enär han ogillade fredsfördragets undertecknande. Han blev augusti samma år direktör för Reichsverband der deutschen Industrie och blev juni 1920 utrikesminister i Konstantin Fehrenbachs ministär. Som sådan deltog han i förhandlingarna med de allierade i Spa juli 1920 och i London mars till april 1921. Han motsatte sig godkännandet av den av de allierade bestämda skadeståndssumman och avgick med ministären Fehrenbach maj 1921, sedan hans försök att få skadeståndsfrågan underställd skiljedom av president Warren G. Harding strandat. 
Simons deltog 1922 i förhandlingarna med Polen efter Oberschlesiens delning och blev i juli samma år president i riksrätten i Leipzig. Efter president Friedrich Eberts död, 1925, fungerade Simons som tjänstförrättande rikspresident, tills Paul von Hindenburg valts och tillträtt sitt ämbete. Simons deltog augusti 1925 i Allmänkyrkliga konferensen för praktisk kristendom i Stockholm.
Simons lade 1929 ned sitt ämbete som ordförande för Reichsgericht i protest mot vad han såg som politisk inblandning från regeringen. Samma år blev han professor i internationell rätt vid Leipzigs universitet. Han kom under 1930-talet att i flera publikationer uttala sig till stöd för Nazityskland, Francos spanska nationalister och Mussolinis Italien i internationella folkrättsfrågor som Abessinienkrisen.